# Udbryderkonge
En Udbryderkonge kaldes en person som er mester i at slippe fra fængsler. Ordet bruges også om en illusionist  eller en cirkusartist, der på tilsyneladende uforklarlig vis, kan åbne alle låse og lænker. Harry Houdini var udbryderkonge.

## Eksterne kilder og henvisninger
- ordnet.dk

| Sprog | Spire Denne artikel om sprog er en spire som bør udbygges. Du er velkommen til at hjælpe Wikipedia ved at udvide den. |